# Stanisława Umińska
Stanisława Umińska, née le 17 novembre 1901 à Varsovie et morte le 25 décembre 1977 à Niegów, est une actrice de théâtre polonaise.  

## Biographie
Stanisława est la fille d'Antoni et Waleria Umiński. De 1917 à 1919, elle suit les cours de chant et de théâtre d'Helena Józefa Hryniewiecka (fille d'Adam Mickiewicz). À l'automne 1919, elle est engagée au Théâtre Polski, où elle débute dans le rôle de Sara dans La Commandante Barbara de George Bernard Shaw). 
Au cinéma, elle joue dans le film Pan Twardowski de Wiktor Biegański.
En avril 1922, elle joue avec la troupe de Varsovie à Piotrków et à Częstochowa.
Elle rencontre le succès avec ses rôles de Orcia dans La comédie non divine de Zygmunt Krasiński et de Puck dans Le Songe d'une nuit d'été de William Shakespeare.
En 1923, Julian Tuwim écrit spécialement pour elle, le texte du cabaret petite gigolette.
Pour son rôle dans Alkadzie z Zalomei, elle a reçoit le Prix du Ministre des Arts et de la Culture. 
Elle donne sans le savoir encore, une dernière prestation théâtrale le 23 avril 1924, jouant dans la pièce Le Grillon du foyer, selon Charles Dickens.
Sa courte carrière compte environ 25 rôles, parmi lesquels: Consuella dans Celui qui se fait gifler, Chérubin dans Le Mariage de Figaro, Gloria dans On ne peut jamais dire, Ewa dans Legendzie o garbusku, ou Fiametta dans La Farce tragique.
Depuis 1923, son fiancé Jan Żyznowski s'est fait opéré par deux fois en Pologne, sans succès, mais poussé par les souffrances de la maladie et devant les conseils de ses amis, il part pour Paris en mai 1924, où on lui confirme un cancer de l'intestin et un cancer des poumons. Stanisława arrive à Paris le 15 juin, après avoir reçu un télégramme alarmant.
Par acte d'amour ultime, elle tire sur son fiancé, allongé sur son lit de l'Hôpital Paul-Brousse.

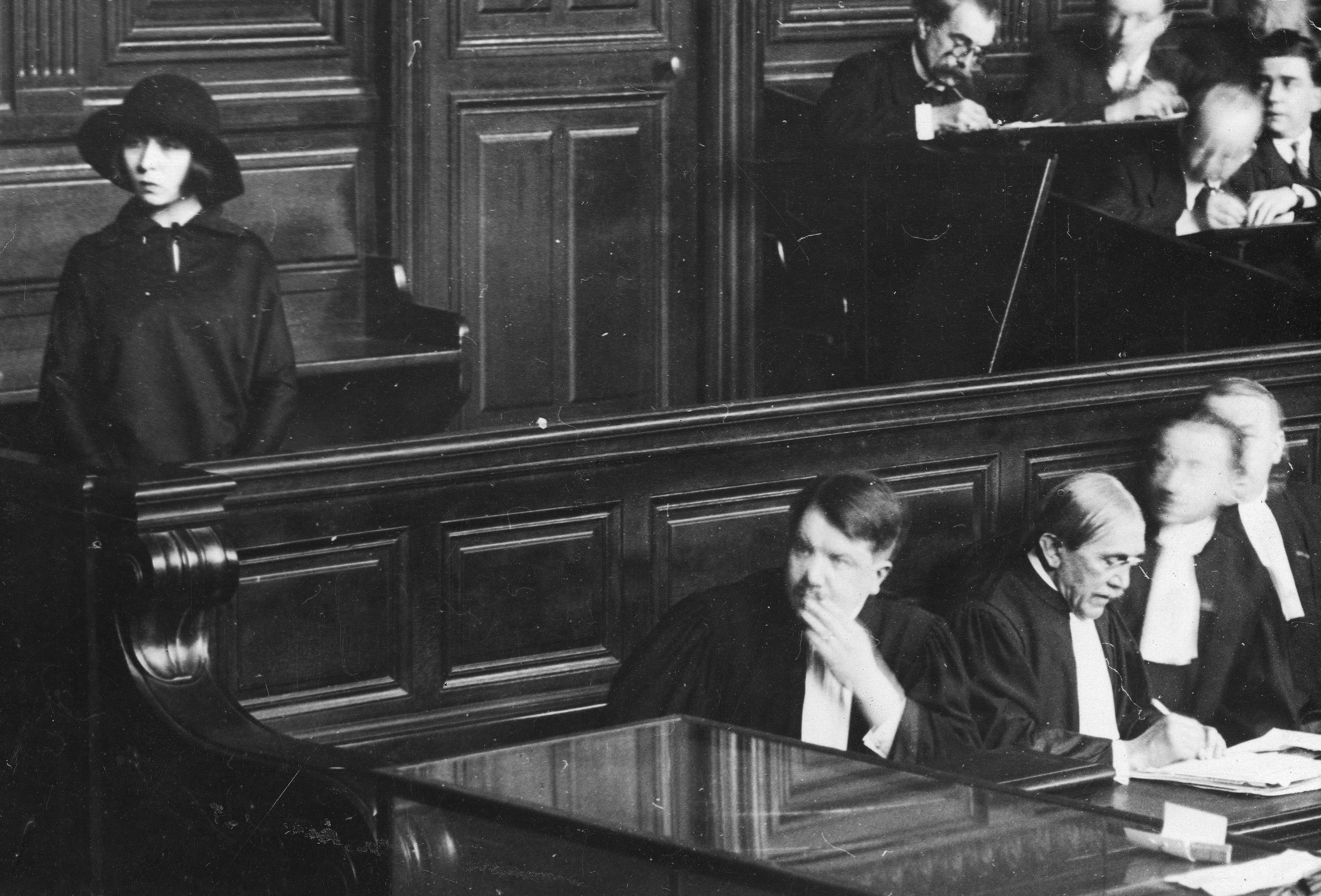
Stanislawa Umińska dans la salle d'audience de Paris en 1925.

Inculpée d'homicide volontaire, on lui octroie la liberté provisoire en raison de son désarroi moral.
L'autopsie pratiquée par le docteur Paul confirmera les déclarations de la meurtrière quant à l'état désespéré de son ami.
Elle s'enrôle alors comme infirmière dans un hôpital pour cancéreux en attendant son jugement.
Ce dernier a lieu à Paris en février 1925, elle est acquittée, retournera en Pologne, et entre dans les ordres bénédictins sous le nom de sœur Benigna. Pendant la Seconde Guerre mondiale, elle offre l'asile à Leon Schiller. Elle passe les dernières années de sa vie près de Niegów, dans une maison pour enfants handicapés, dirigée par des religieux samaritains.